# Balitora longibarbata
Balitora longibarbata е вид лъчеперка от семейство Balitoridae. Видът не е застрашен от изчезване.

## Разпространение
Разпространен е в Китай (Юннан).

## Описание
На дължина достигат до 7,8 cm.